# Station Roby
Roby is een spoorwegstation van National Rail in Roby, Knowsley in Engeland. Het station is eigendom van Network Rail en wordt beheerd door Northern Rail. 